# 高山市立第四中学校
高山市立第四中学校（たかやましりつ だいよんちゅうがっこう）は、岐阜県高山市に存在した公立中学校。

## 概要
- 校区は旧・上枝村の地域であり、現在の三枝小学校及び新宮小学校の校区にほぼ該当する。
- 校舎は廃校となった上枝小学校を転用していた。
- 跡地は高山西高等学校及び美鳩幼稚園になっている。

## 沿革
- 1947年（昭和22年）4月 - 高山市立第四中学校として開校。上枝小学校の校舎の一部を仮校舎とする。
- 1950年（昭和25年）4月 - 上枝小学校が三枝小学校と新宮小学校に分割され廃校。旧・上枝小学校の校地校舎は第四中学校に転用される。
- 1960年（昭和35年）1月 - 第三中学校との統合問題が起きる。その後、1961年に統合が決定する。
- 1961年（昭和36年）4月 - 統合され、中山中学校の新設により廃校。中山中学校の統合校舎が無かったため、旧・第四中学校の校舎は中山中学校上枝分校となる。
- 1964年（昭和39年）3月 - 中山中学校の校舎が完成し、中山中学校上枝分校を廃止。